# Albanska tredje positionen
Albanska tredje positionen, (albanska: Pozicioni i Tretë Shqiptar) förkortat ATP, är en albansk högerextrem, ultranationalistisk, nyfascistisk, traditionalistisk, och antikommunistisk rörelse som har varit aktiv sedan år 2019.

## Rörelsen

### Ledare
ATP har ingen ledare.

### Ideologier och åsikter
Rörelsen föjer Julius Evolas idéer och åsikter.
De är starkt emot de abrahamitiska religionerna (kristendomen, judendomen och islam) och är istället lojala mot hedendomen. Demokrati förkastar dem också.
Rörelsen vill att Kosovo ska bli en del av Albanien, och därmed skapa ett så kallat Storalbanien. De tror även på en konspirationsteori som handlar ''om en elit som vill ersätta albanerna''.
ATP fördömer Rysslands invasion av Ukraina, där de deltog i en demonstration i Tirana mot invasionen.

### Övrigt
ATP brukar lägga upp bilder på sig själva i huligansammandrabbningar, särskilt under landslagsmatcher i fotboll där Albanien deltar. Det har konstaterats att vissa ATP-anhängare även är medlemmar i fotbollshuligangrupper från Tirana i Albanien, Tetovo i Nordmakedonien och Kosovo.

### Citat
''Vi vill inte ha två eller flera albanska stater, vi vill ha en centralisering av makten och [den] Albanska nationen. Den dröm som UCK:s martyrer gav sina liv [för] var inte en duk med stjärnor, utan traditionen, flaggan och den albanska andan. Demokrati, liberalism och globalism har krossat albaner genom århundradena. Låt oss springa mot enandet, och inte mot internationella demokratiska helgdagar, som inte har något att göra med det albanska idealet.''